# Seymour (cràter)
Seymour és un cràter d'impacte en el planeta Venus de 63 km de diàmetre. Porta el nom de Jane Seymour (c. 1509-1537), reina anglesa, i el seu nom va ser aprovat per la Unió Astronòmica Internacional el 1994.